# Чека, Исабель
Исабель Чека Порсель (исп. Isabel Checa Porcel; род. 27 декабря 1982, Силья) — испанская легкоатлетка, специалистка по бегу на средние и длинные дистанции. Выступала за сборную Испании по лёгкой атлетике в конце 2000-х — начале 2010-х годов, победительница и призёрка первенств национального значения, участница летних Олимпийских игр в Пекине.

## Биография
Исабель Чека родилась 27 декабря 1982 года в муниципалитете Силья провинции Валенсия. Родилась одновременно со своей сестрой-близнецом Долорес, которая впоследствии тоже стала профессиональной легкоатлеткой.
Выступала на крупных стартах национального уровня начиная с 2003 года, становилась призёркой юниорских и молодёжных соревнований.
В 2007 году в составе испанской сборной стартовала на чемпионате мира по кроссу в Момбасе, где заняла 63-е место, и на Кубке Европы по бегу на 10 000 метров в Ферраре, где финишировала седьмой в личном зачёте и тем самым помогла соотечественницам выиграть женский командный зачёт.
В 2008 году отметилась выступлением на домашнем чемпионате мира в помещении в Валенсии, на предварительном квалификационном этапе установила свой личный рекорд в беге на 3000 метров в помещении — 9:06.21, но этого оказалось недостаточно для выхода в финальную стадию. Позднее также установила личные рекорды в дисциплинах 3000, 5000 и 10 000 метров на открытом стадионе — 9:02.26, 15:26.57 и 32:07.78 соответственно. Помимо этого, стала чемпионкой Испании в беге на 10 000 метров, закрыла десятку сильнейших на Кубке Европы по бегу на 10 000 метров в Стамбуле, превзошла всех соперниц на дистанции 3000 метров на иберо-американском чемпионате в Икике. Благодаря череде успешных выступлений удостоилась права защищать честь страны на летних Олимпийских играх в Пекине — в программе бега на 10 000 метров показала время 33:17.88, расположившись в итоговом протоколе соревнований на 27-й строке.
В 2011 году заняла 12-е место на Кубке Европы по бегу на 10 000 метров в Осло.
Впоследствии ещё в течение многих лет выступала на различных коммерческих стартах и национальных первенствах в Испании, в 2013 году показала свой лучший результат в полумарафоне — 1:13:12. Завершила спортивную карьеру по окончании сезона 2021 года.